# Plagithmysus davisi
Plagithmysus davisi là một loài bọ cánh cứng trong họ Cerambycidae.